# Sumber Dawesari
Sumber Dawesari is een bestuurslaag in het regentschap Pasuruan van de provincie Oost-Java, Indonesië. Sumber Dawesari telt 9116 inwoners (volkstelling 2010).